# (73375) 2002 LN2
(73375) 2002 LN2 – planetoida z pasa głównego asteroid okrążająca Słońce w ciągu 5,14 lat w średniej odległości 2,98 j.a. Odkryta 4 czerwca 2002 roku.